# Димйон Владислав Володимирович
Владислав Володимирович Димйон (10 березня 1960, Світловодськ Кіровоградської області) — український скульптор.

## Біографічні відомості
1989 року закінчив Львівську академію мистецтв. У 1997—2000 роках навчався в Київській академії мистецтв.
Учасник симпозіуму «Дзінтері-1991» (Балтія). 2001 року брав участь в керамічному симпозіумі у місті Опішня Полтавської області, 2003 року — у симпозіумі в місті Коктебель до 100-річчя Дому Волошиних.

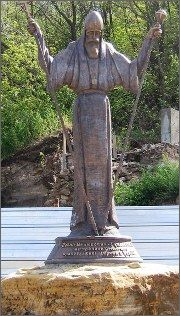
Пам'ятник митрополиту Йосипу Нелюбович-Тукальському у Чигирині.

19 серпня 2008 року за значний особистий внесок у соціально-економічний, культурний розвиток Української держави, вагомі трудові досягнення та з нагоди 17-ї річниці незалежності України відзначено медаллю «За працю і звитягу» .

## Твори

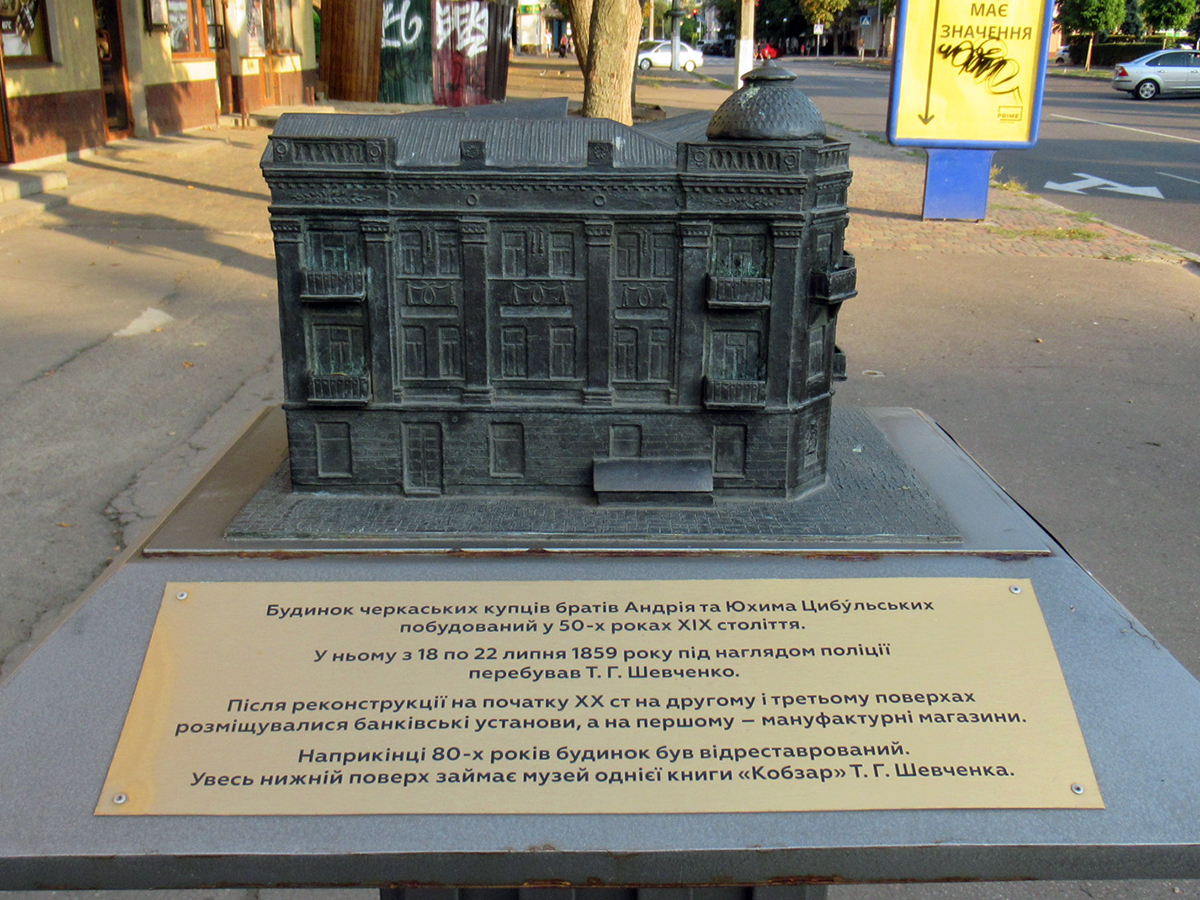
мініскульптура-копія будинку Цибульських у Черкасах

- Пам'ятник поету Михайлові Драй-Хмарі у с. Малі Канівці;
- Пам'ятник Мельхиседеку Значко-Яворському у Мотронинському монастирі;
- Пам'ятник репресованим служителям церкви у м. Черкаси;
- Пам'ятник слюсарю-сантехніку біля Черкасиоблводоканалу;
- Пам'ятник материнству у с. Моринці;
- Пам'ятник Катерині Красицькїй у с. Зелена Діброва;
- Пам'ятник митрополиту Йосипу Нелюбович-Тукальському у Чигирині
- Пам'ятник В. Чорноволу в селі Вільхівець Звенигородського району;
- Пам'ятник Тарасові Шевченку в Новомиргороді (2010);
- Пам'ятник Василеві Симоненку у Черкасах (2010);
- Пам'ятник «Сходи до знань», Черкаси (2010);
- Пам'ятник Матері-берегині (Мала Виска) (2011)
- Мініскульптура-копія будинку Цибульських у Черкасах (2017).